# Phascolonus
Phascolonus és un gènere de metateri australià prehistòric. Pertanyia a la família dels uombats, però l'espècie més grossa, Phascolonus gigas, pesava fins a 200 kg. Phascolonus coexistí amb un marsupial encara més gran, Diprotodon, que pesava gairebé el doble.